# Grignolino del Monferrato Casalese

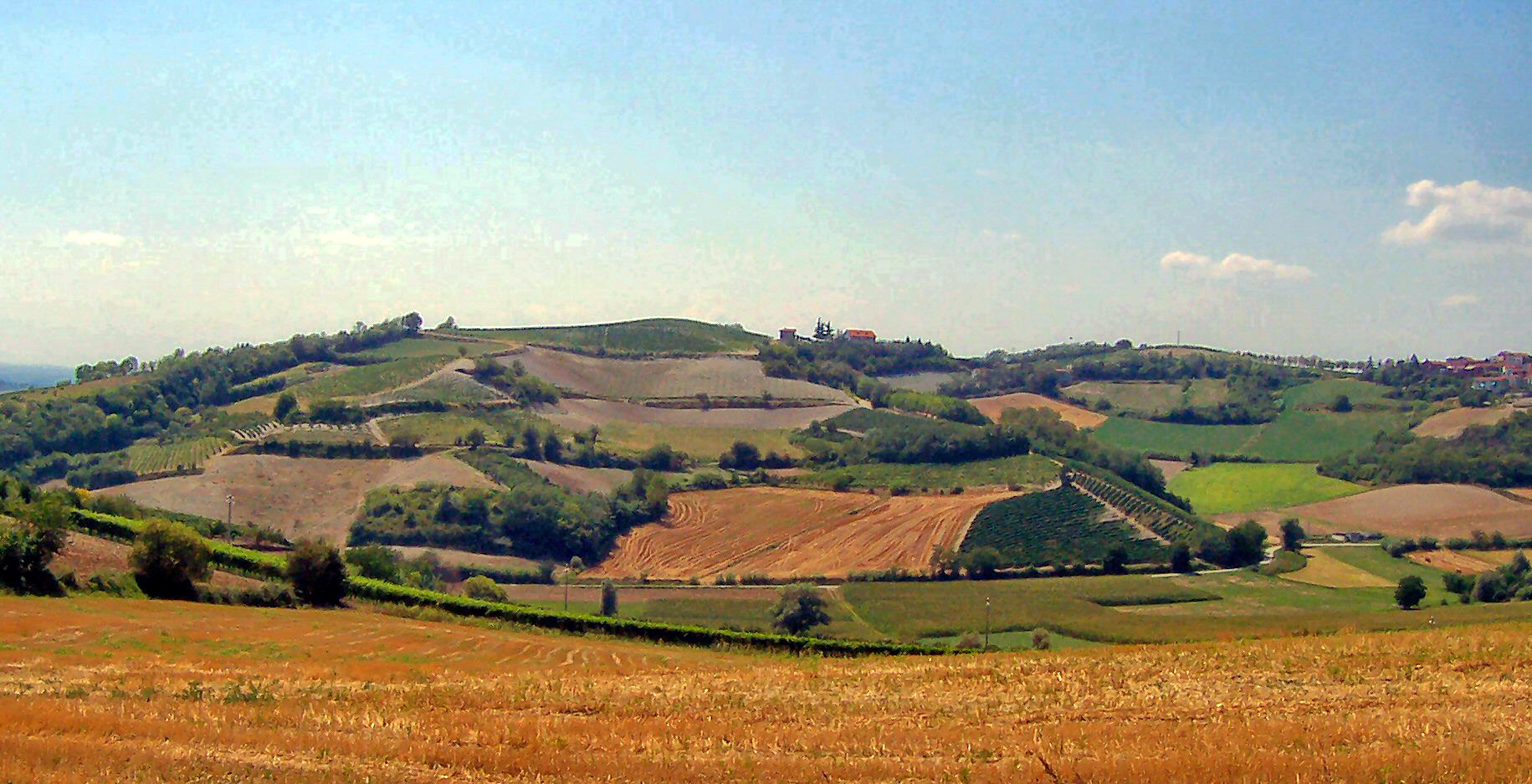
Die Hügel des Monferrato

Grignolino del Monferrato Casalese ist ein italienischer Rotwein aus der Provinz Alessandria im Piemont. Der Wein besitzt seit 1973 eine „kontrollierte Herkunftsbezeichnung“ (Denominazione di origine controllata – DOC), die zuletzt am 7. März 2014 aktualisiert wurde.

## Anbau
Die zugelassenen Rebflächen befinden sich in den Gemeinden Alfiano Natta, Altavilla Monferrato, Camagna Monferrato, Camino, Casale Monferrato (nur die Flächen auf der orographisch rechten Seite des Po), Castelletto Merli, Cella Monte, Cereseto, Cerrina Monferrato, Coniolo (nur die Flächen auf der orographisch rechten Seite des Po), Conzano, Lu e Cuccaro Monferrato, Frassinello Monferrato, Gabiano, Mombello Monferrato, Moncestino, Murisengo, Odalengo Grande, Odalengo Piccolo, Olivola, Ottiglio, Ozzano Monferrato, Pontestura, Ponzano Monferrato, Rosignano Monferrato, Sala Monferrato, San Giorgio Monferrato, Serralunga di Crea, Solonghello, Terruggia, Treville, Vignale Monferrato, Villadeati und Villamiroglio. Die Gemeinden befinden sich alle in der als Montferrato bekannten Region.

## Erzeugung
Der Wein wird aus den Rebsorten Grignolino (90–100 %) und höchstens 10 % Freisa hergestellt.

## Beschreibung
Laut Denomination (Auszug):
- Farbe: helles rubinrot – tendiert mit zunehmender Reife zu orangerot
- Geruch: charakteristisch und zart
- Geschmack: trocken, leichtes Tannin, angenehm bitter und mit anhaltendem Nachgeschmack
- Alkoholgehalt: mindestens 11,0 Vol.-%
- Säuregehalt: mind. 5,5 g/l
- Trockenextrakt: mind. 18,0 g/l

Siehe auch Grignolino d’Asti